# 才旺羅布
才旺羅布（藏語：ཚེ་དབང་ནོར་བུ་，威利转写：Tshe-dbang Nor-bu，THL：Tséwang Norbu，藏语拼音：Cêwang Norbu，藏文拉萨音拼音：Cefwangf Norvbuf，1996年10月9日—2022年）是藏人流行歌手，出生於中华人民共和国西藏自治区那曲地區，曾參與广东卫视《中国好男儿》、腾讯视频《明日之子》與浙江卫视《2021中国好声音》等音樂綜藝節目而為人所知。2022年2月25日，据自由亚洲电台報導，才旺羅布於西藏拉薩布达拉宫外自焚，成為自2009年起第158位自焚的藏人。

## 生平
才旺羅布於1996年10月9日出生於中華人民共和國西藏自治區那曲地區，後於西藏大学畢業。2014年，才旺羅布參與廣東衛視製作的音樂綜藝節目《中國好男兒》，並在節目中表演自彈鋼琴、自唱藏歌，並晉級西部賽區12強、全國48強，惟後來中途退賽，並拒絕了當時浙江衛視製作的音樂綜藝節目《中國好聲音》的參與邀請。2017年，才旺羅布參與騰訊視頻製作的音樂綜藝節目《明日之子》，並加入盛世魔音賽道，最後成為盛世魔音賽道的四強之首與全國總決賽第九名。2019年，才旺羅布參與优酷製作的音樂綜藝節目《一起樂隊吧》，中途被淘汰。2021年，才旺羅布參與浙江衛視製作的音樂綜藝節目《2021中國好聲音》，並加入那英/廖昌永戰隊，止步22強被淘汰。

## 音樂作品
才旺羅布發行的歌曲有〈糌粑〉（རྩམ་པ་དང་།）、〈禮服〉（གཟབ་མཆོར།）、〈羌塘眼〉（བྱང་ཐང་ལ་བལྟ་བའི་མིག）、〈除了你〉（རང་མ་གཏོགས）、〈輪迴〉（འཁོར་བ）與〈回家〉（ནང་ལ་འགྲོ）等，並在各地藏區廣受歡迎，而其生前發行的最後一首歌曲為〈如果有遺憾　也別偷偷放不下〉。

## 家庭
才旺羅布之母為中国大陆歌手、藝術家索朗旺姆。才旺羅布之叔為索卡洛多（Sogkhar Lodoe），是已知服刑時間最長的西藏政治犯之一，曾因兩次被定罪而入獄23年，後又於2018年1月因在布達拉宮前抗議而被判處18年徒刑。才旺羅布已婚，其妻為藏人丹拥拉姆，二人間育有一女。

## 自焚與死亡
2022年2月25日，自由亚洲电台報導稱才旺羅布疑似在西藏拉薩布達拉宮前自焚，是2009年以來第158位自焚的藏人。初期的消息來源稱一名藏人於當日早晨在布達拉宮外高喊口號，並試圖自焚，惟被當地警方制止，隨後被當局帶走，當時自焚者的身份、處境和下落均不明。事件發生後，當地警方封鎖了布達拉宮周邊的道路，當局還增派了更多的士兵駐守。
2022年3月4日，消息人士指自焚者被確認為才旺羅布，並已死亡，得年25歲，惟其死亡日期和地點無法立即確認。才旺羅布的微博與抖音帳戶隨即出現大量弔唁留言，其後並因被指因違反社區公約而處於永久禁言狀態。除此之外，才旺羅布的歌曲作品亦在中國大陸多個音樂應用程式中被下架，其母索朗旺姆的微博更曾被短暫注销账号。藏人行政中央駐臺灣代表格桑坚赞指出才旺羅布的死訊於自焚事件發生逾一星期後方傳出，而且初期的消息來源表明才旺羅布自焚未遂，因此認為才旺羅布的死因存疑，並呼籲國際社會要求介入調查才旺羅布自焚一事。

## 外部連結
- . 新浪微博.   [2022-03-06]. （原始内容存档于2022-03-06）.
- . 抖音.   [2022-03-07]. （原始内容存档于2022-03-07）.